# Мерибре
Мерибре или Мери-иб-Ре (ег. mr ib rˁ — Возлюбленный сердцу Ра)— фараон Древнего Египта из XVI династии эпохи Второго переходного периода.
Об этом правителе известно только лишь из надписи на фигурке скарабея, в которой содержится его тронное имя.